# Cataulacus hispidulus
Cataulacus hispidulus é uma espécie de formiga do gênero Cataulacus, pertencente à subfamília Myrmicinae.